# گانهنوکوی
گانهنوکوی (به انگلیسی: Gananoque) یک شهرک در کانادا است که در شهرستان‌های لیدز و گرنویل یونایتد واقع شده‌است.

## خصوصیات
گانهنوکوی ۵٬۱۹۴ نفر جمعیت دارد.